# Polska na zawodach Pucharu Europy w Lekkoatletyce 1996
Polska na zawodach Pucharu Europy w Lekkoatletyce 1996 – wyniki reprezentacji Polski w 17. edycji Pucharu Europy w 1996.
Zarówno reprezentacja żeńska, jak i męska, wystąpiły w zawodach Grupy 2 I ligi (II poziom rozgrywek), które odbyły się w dniach 28–29 czerwca 1996 w Bergen.

## Mężczyźni
Polska zajęła 2. miejsce wśród ośmiu zespołów, zdobywając 107 punktów i pozostała w I lidze (II poziom rozgrywek).
- 100 m: Ryszard Pilarczyk – 5 m. (10,69)
- 200 m: Ryszard Pilarczyk – 6 m. (21,39)
- 400 m: Tomasz Czubak – 5 m. (47,10)
- 800 m: Wojciech Kałdowski – 7 m. (1:49,22)
- 1500 m: Jakub Fijałkowski – 7 m. (3:47,24)
- 3000 m: Waldemar Glinka – 1 m. (8:04,99)
- 5000 m: Jan Białk – 5 m. (14:16,95)
- 110 m ppł: Krzysztof Mehlich – 2 m. (13,83)
- 400 m ppł: Bartosz Gruman – 3 m. (51,32)
- 3000 m z przeszkodami: Jan Zakrzewski – 2 m. (8:38,90)
- skok wzwyż: Przemysław Radkiewicz – 2 m. (2,24)
- skok o tyczce: Adam Kolasa – 5 m. (5.20)
- skok w dal: Krzysztof Łuczak – 3 m. (7,67)
- trójskok: Krystian Ciemała – 4 m. (16,28, wiatr +2,3)
- pchnięcie kulą: Piotr Perżyło – 6 m. (16,51)
- rzut dyskiem: Andrzej Krawczyk – 3 m. (59,90)
- rzut młotem: Szymon Ziółkowski – 1 m. (77,22)
- rzut oszczepem: Rajmund Kółko – 4 m. (80,56)
- sztafeta 4 × 100 m: Krzysztof Byzdra, Ryszard Pilarczyk, Marek Zalewski, Dariusz Adamczyk – 5 m. (40,34)
- sztafeta 4 × 400 m: Krzysztof Jaślanek, Sylwester Węgrzyn, Artur Gąsiewski, Tomasz Czubak – 2 m. (3:06,44)

## Kobiety
Polska zajęła 3. miejsce wśród ośmiu zespołów, zdobywając 89 punktów i pozostała w I lidze (II poziom rozgrywek).
- 100 m: Kinga Leszczyńska – 5 m. (11,98)
- 200 m: Kinga Leszczyńska – 3 m. (23,84)
- 400 m: Sylwia Kwilińska – 3 m. (54,41)
- 800 m: Anna Jakubczak – 6 m. (2:05,97)
- 1500 m: Lidia Chojecka – 5 m. (4:12,04)
- 3000 m: Renata Sobiesiak – 6 m. (9:18,55)
- 5000 m: Danuta Marczyk – 3 m. (15:41,76)
- 100 m ppł: Aldona Fogiel – 6 m. (13,58)
- 400 m ppł: Monika Warnicka – 5 m. (57,28)
- skok wzwyż: Donata Jancewicz – 2 m. (1,89)
- skok w dal: Joanna Kościelny – 3 m. (6,41)
- trójskok: Ilona Pazoła – 3 m. (13,38)
- pchnięcie kulą: Krystyna Zabawska – 1 m. (17,49)
- rzut dyskiem: Renata Katewicz – 3 m. (62,08)
- rzut oszczepem: Ewa Rybak – 4 m. (59,66)
- sztafeta 4 × 100 m: Janina Warunek, Kinga Leszczyńska, Anna Głowacka, Dorota Brodowska – 3 m. (44,88)
- sztafeta 4 × 400 m: Izabela Czajko, Katarzyna Zakrzewska, Sylwia Kwilińska, Monika Warnicka – 3 m. (3:36,21)